# Mark Katic
Mark Katic (auch Marko Katić; * 9. Mai 1989 in Porcupine, Ontario) ist ein kroatisch-kanadischer Eishockeyspieler, der seit Juni 2023 beim österreichischen Klub EC VSV aus der ICE Hockey League unter Vertrag steht und dort auf der Position des Verteidigers spielt. Zuvor war Katic bereits eine Saison bei den Eisbären Berlin sowie fünf Jahre bei den Adler Mannheim aus der Deutschen Eishockey Liga (DEL) aktiv, mit denen er jeweils die Deutsche Meisterschaft gewann. Darüber hinaus verbrachte er drei Spielzeiten bei den New York Islanders aus der National Hockey League (NHL), für die er elfmal zum Einsatz kam.

## Karriere

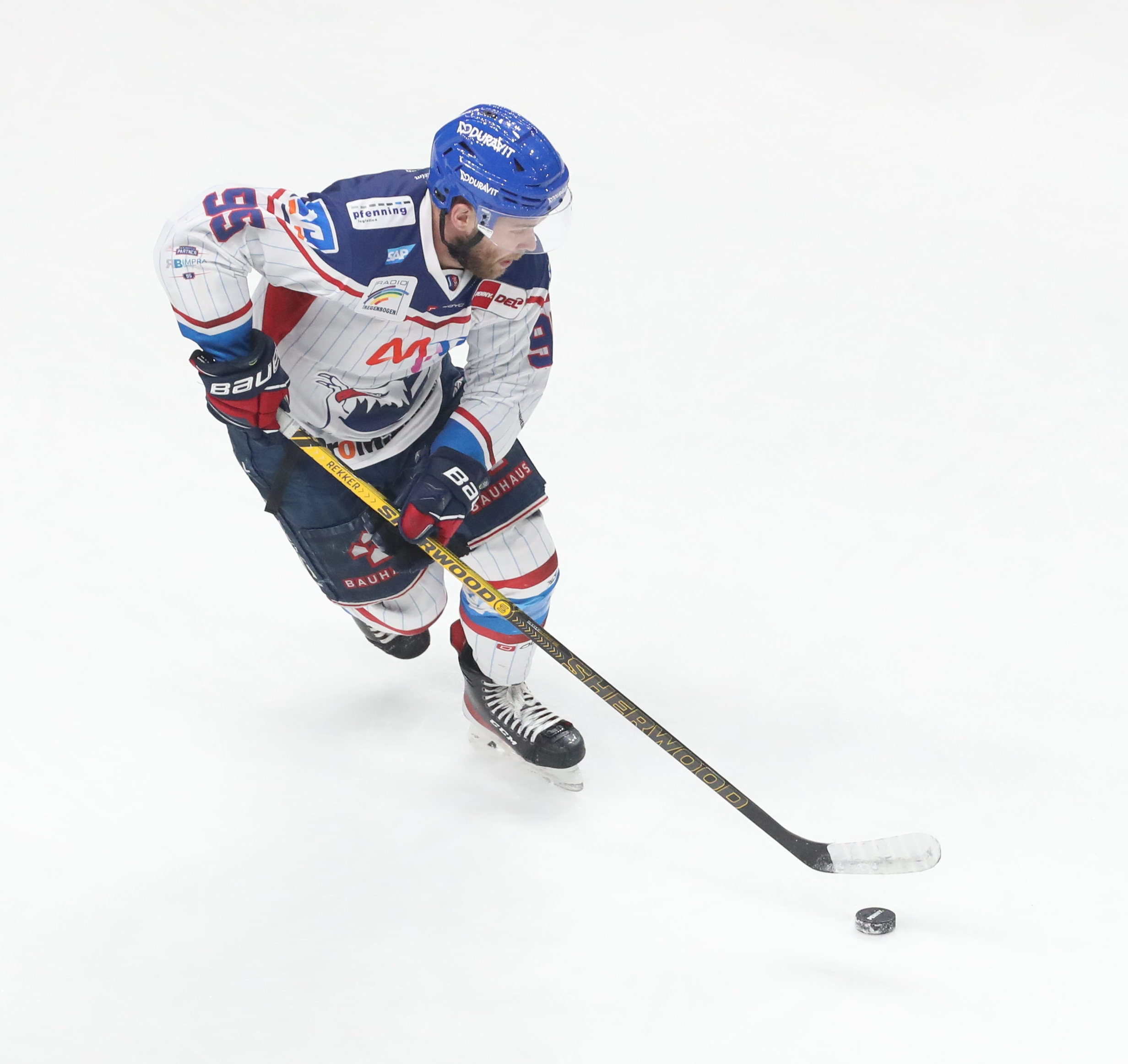
Katic als Spieler der Adler Mannheim (2022)

Katic begann seine Karriere als Eishockeyspieler bei den Sarnia Sting, für die er von 2005 bis 2009 in der kanadischen Juniorenliga Ontario Hockey League (OHL) aktiv war. In diesem Zeitraum wurde er im NHL Entry Draft 2007 in der dritten Runde als insgesamt 62. Spieler von den New York Islanders ausgewählt. Von 2009 bis 2012 lief der Verteidiger als Stammspieler für deren Farmteam Bridgeport Sound Tigers in der American Hockey League (AHL) auf. Für die Islanders kam er nur zu 11 Einsätzen in der National Hockey League (NHL) im Laufe der Saison 2010/11.
Zur Saison 2012/13 wurde Katic von den Eisbären Berlin aus der Deutschen Eishockey Liga (DEL) verpflichtet, wurde mit den Hauptstädtern Deutscher Meister, wechselte aber nach nur einem Jahr weiter zum kroatischen Hauptstadtklub KHL Medveščak Zagreb in die Kontinentale Hockey-Liga (KHL). Neben den Spielen in der KHL nahm er mit Medveščak auch an den Playoff-Spielen um den kroatischen Titel teil und wurde so zwischen 2014 und 2016 dreimal in Folge kroatischer Landesmeister. Im Dezember 2016 siegte er mit der kanadischen Auswahl beim traditionsreichen Spengler Cup in Davos.
Im Februar 2017 wechselte er von Zagreb zum schwedischen Erstligisten Skellefteå AIK, mit dem er im Spieljahr 2017/18 schwedischer Vizemeister wurde. Ende April 2018 wurde er von den Adlern Mannheim aus der DEL unter Vertrag genommen. Bei den Adlern konnte er abermals überzeugen, erreichte in 51 Vorrundenspielen 32 Scorerpunkte, darunter drei Tore. In den anschließenden Playoffs wurde er mit den Adlern ebenfalls Deutscher Meister und schloss die Playoffs als punktbester Verteidiger und erfolgreichster Vorlagengeber ab. Nach vier weiteren Jahren bei den Mannheimern verließ der Abwehrspieler nach der Saison 2022/23 den Klub im Zuge eines großen Umbruchs im Kader und wechselte zur Saison 2023/24 zum EC VSV in die ICE Hockey League.

### International
Für Kanada nahm Katic an der U18-Junioren-Weltmeisterschaft 2007 teil und erreichte dort die beste Plus/Minus-Bilanz. Außerdem spielte er im Jahr 2012 für Kanada beim Deutschland Cup. Im Dezember 2016 gewann er mit der kanadischen Auswahl die 90. Austragung des Spengler Cups.
Seine erste Weltmeisterschaft absolvierte der Verteidiger im Jahr 2024 für Kroatien, mit denen er den Aufstieg von der Division IIA in die Division IB schaffte. In fünf Turnierspielen sammelte er unter dem Namen Marko Katić insgesamt neun Scorerpunkte. Damit war er teamintern und unter allen Verteidigern der erfolgreichste Scorer. Unter allen Spielern rangierte er auf dem vierten Platz. Am Turnierende wurde er als bester Abwehrspieler des Wettbewerbs ausgezeichnet.

## Erfolge und Auszeichnungen
| - 2006 OHL First All-Rookie Team - 2007 Teilnahme am CHL Top Prospects Game - 2013 Deutscher Meister mit den Eisbären Berlin - 2014 Kroatischer Meister mit dem KHL Medveščak Zagreb - 2015 Kroatischer Meister mit dem KHL Medveščak Zagreb | - 2016 Kroatischer Meister mit dem KHL Medveščak Zagreb - 2016 Spengler-Cup-Gewinn mit dem Team Canada - 2018 Schwedischer Vizemeister mit Skellefteå AIK - 2019 Deutscher Meister mit den Adler Mannheim - 2019 Bester Vorlagengeber der DEL-Playoffs |

### International
| - 2006 All-Star-Team der World U-17 Hockey Challenge - 2006 Goldmedaille beim Ivan Hlinka Memorial Tournament - 2007 Beste Plus/Minus-Bilanz bei der U18-Junioren-Weltmeisterschaft | - 2024 Aufstieg in die Division IB bei der Weltmeisterschaft der Division IIA - 2024 Bester Verteidiger der Weltmeisterschaft der Division IIA |

## Karrierestatistik

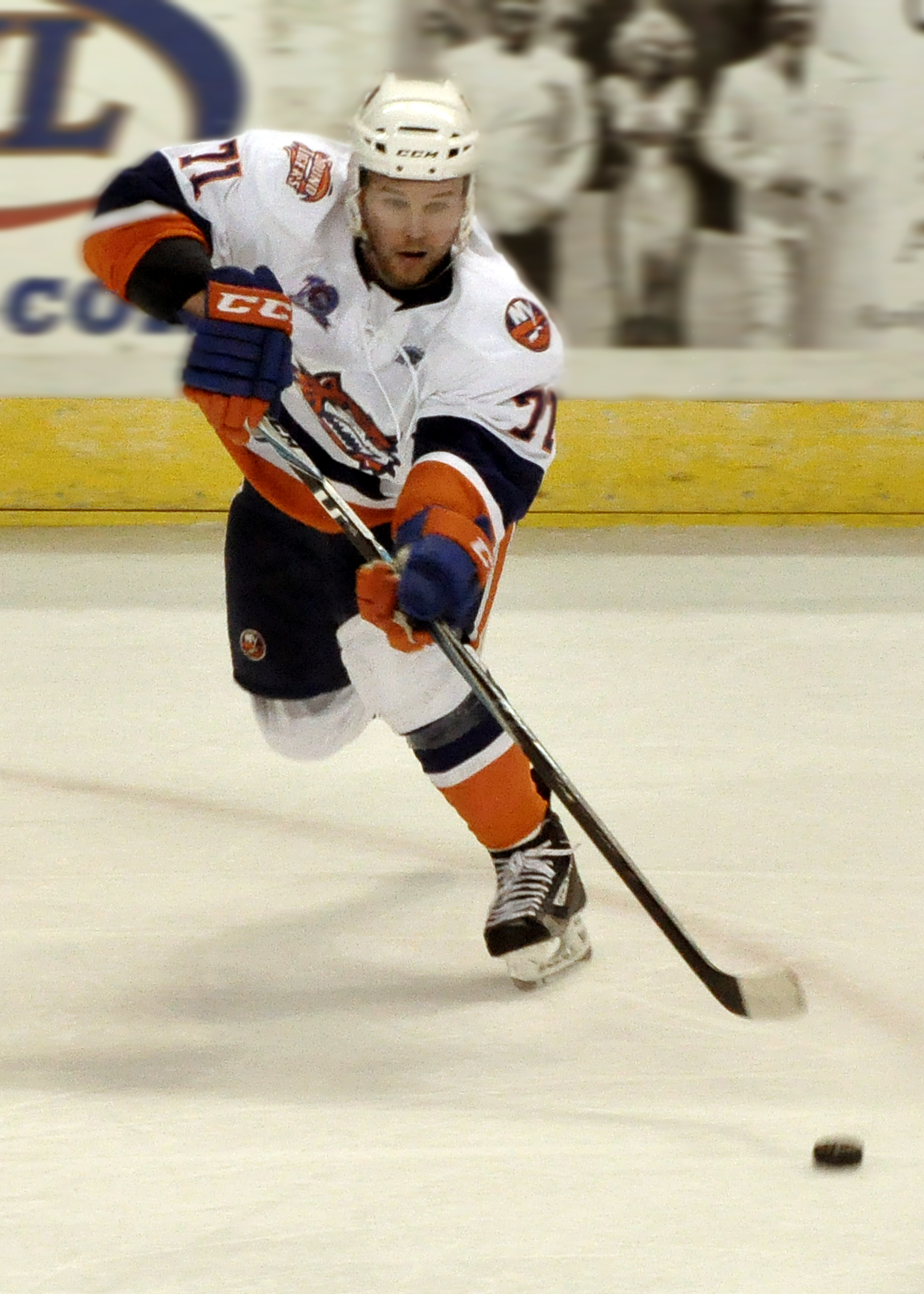
Katic im Trikot der Bridgeport Sound Tigers (2011)

Stand: Ende der Saison 2024/25

### International
| Vertrat Kanada bei: - World U-17 Hockey Challenge 2006 - Ivan Hlinka Memorial Tournament 2006 - U18-Junioren-Weltmeisterschaft 2007 | Vertrat Kroatien bei: - Weltmeisterschaft der Division IIA 2024 |

(Legende zur Spielerstatistik: Sp oder GP = absolvierte Spiele; T oder G = erzielte Tore; V oder A = erzielte Assists; Pkt oder Pts = erzielte Scorerpunkte; SM oder PIM = erhaltene Strafminuten; +/− = Plus/Minus-Bilanz; PP = erzielte Überzahltore; SH = erzielte Unterzahltore; GW = erzielte Siegtore; 1 Play-downs/Relegation; Kursiv: Statistik nicht vollständig)